# Korpilombolo
Korpilombolo ( OUÇA A PRONÚNCIA) é uma localidade da Suécia, situada na província histórica de Norrbotten, no norte do país.
Está situada a 46 km a sudoeste da cidade de Pajala. Pertence ao município de Pajala, no condado de Norrbotten. Tem uma população de 505 habitantes (2022). A sua economia está tradicionalmente baseada nas pequenas empresas e no turismo de inverno.

## Etimologia
O nome geográfico Korpilombolo é uma forma sueca do nome finlandês Korpilompolo - o lago junto ao qual a povoação surgiu, mencionado como Korbolombe em 1553.                                                                                                                    O termo finlandês Korpilompolo é composto por korpi (provavelmente originado pelo lapão guorba) e lompolo (proveniente do lapão luoppal).

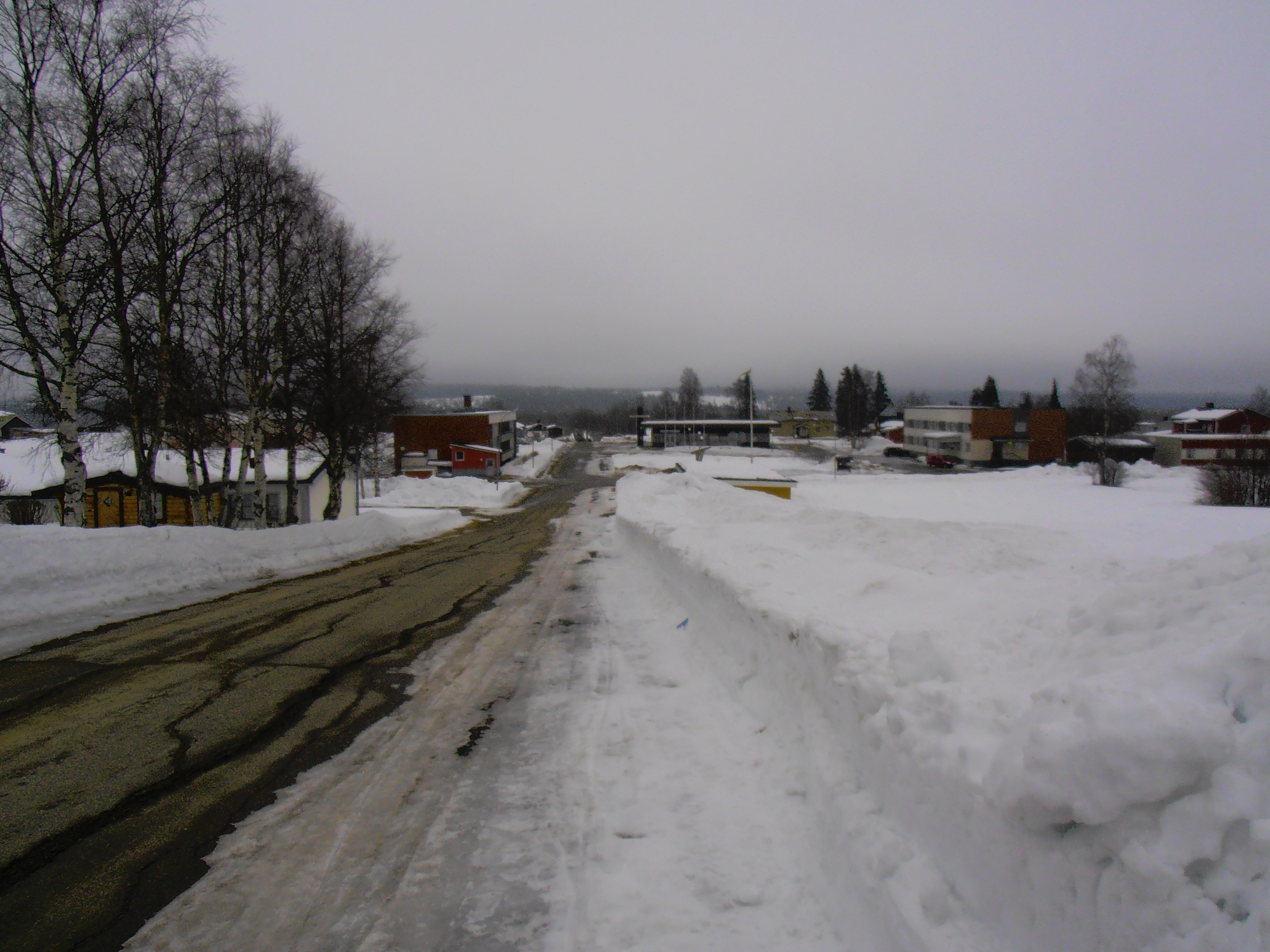
Korpilombolo no inverno
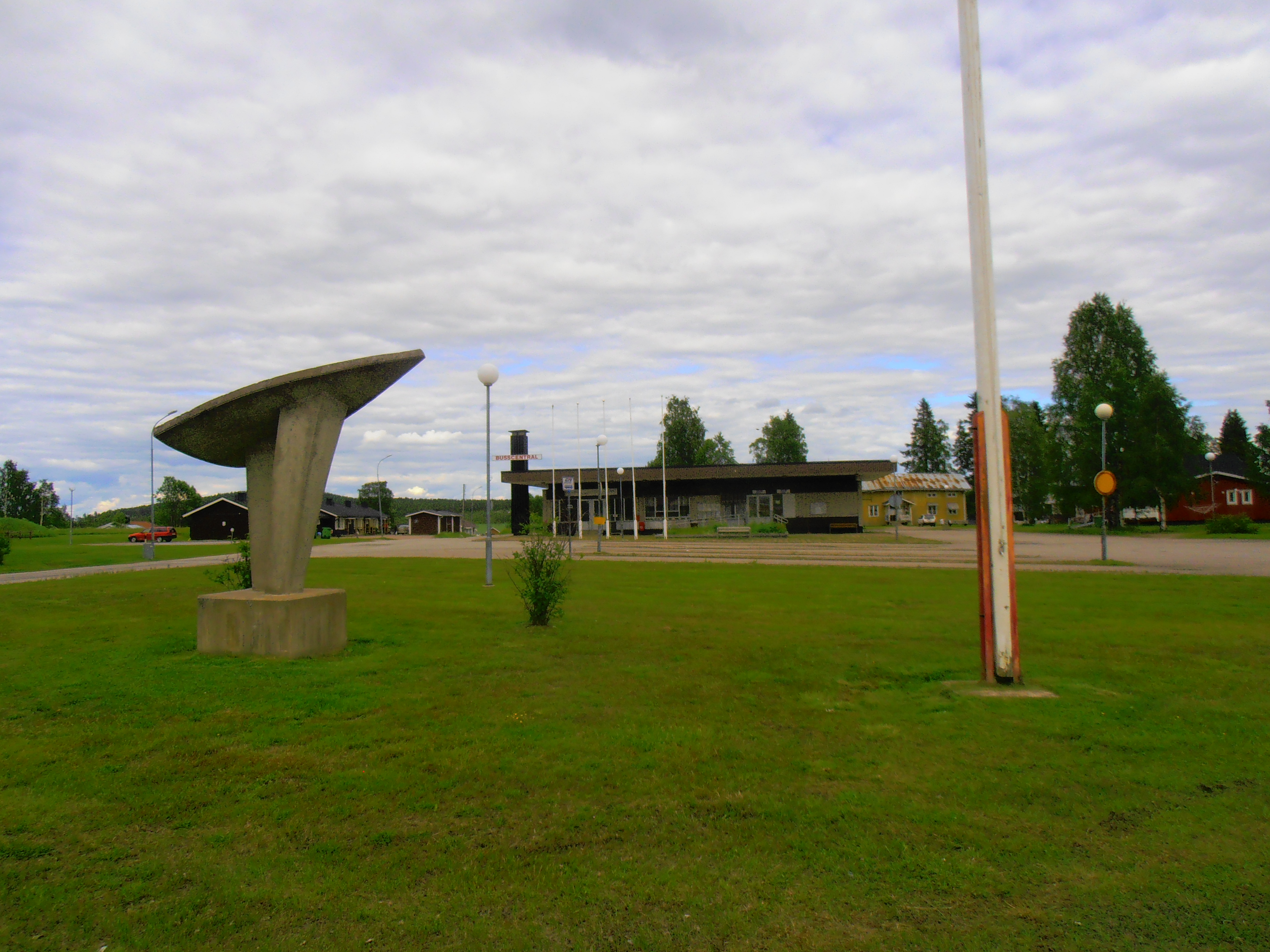
Centro da localidade
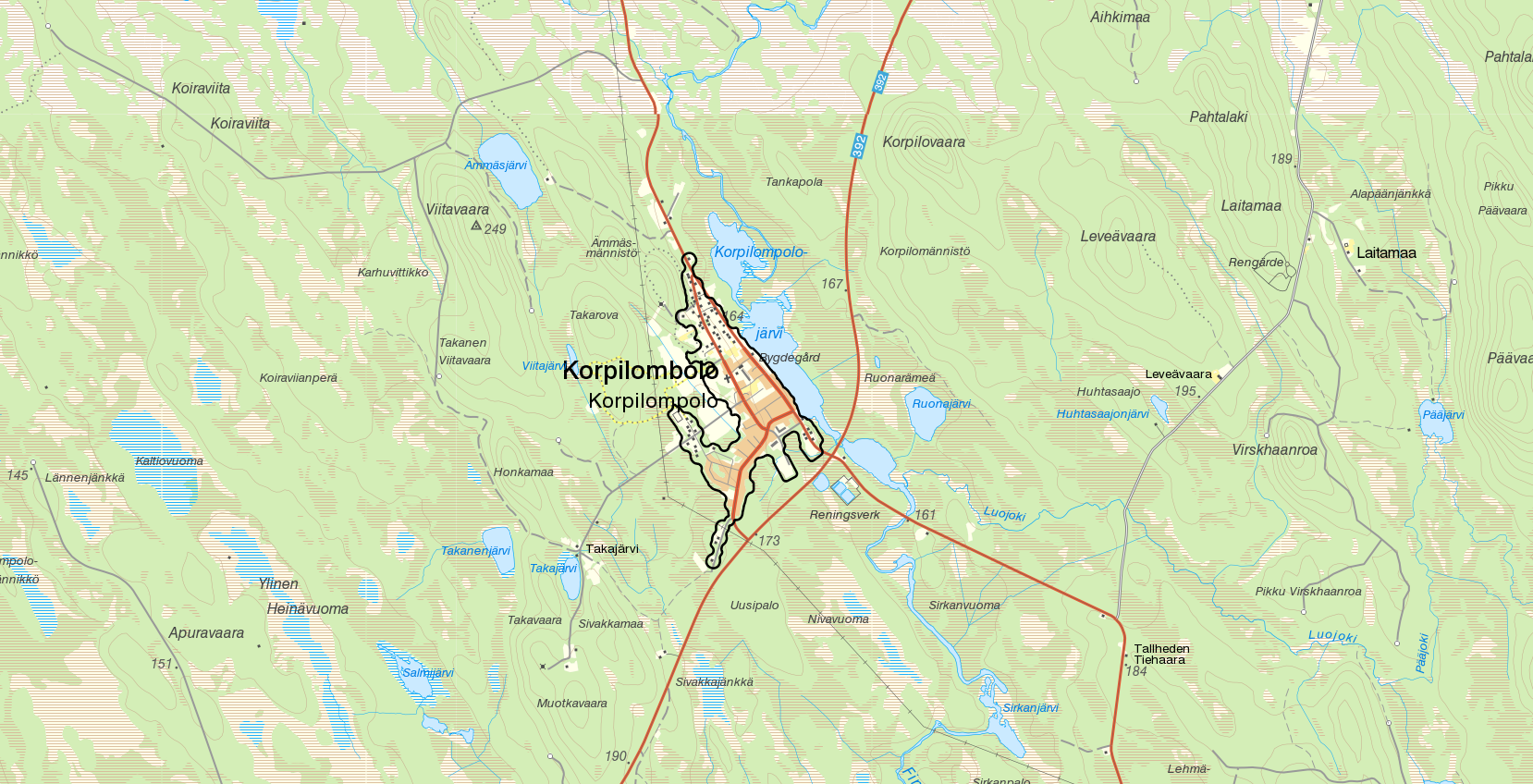
Mapa de Korpilombolo
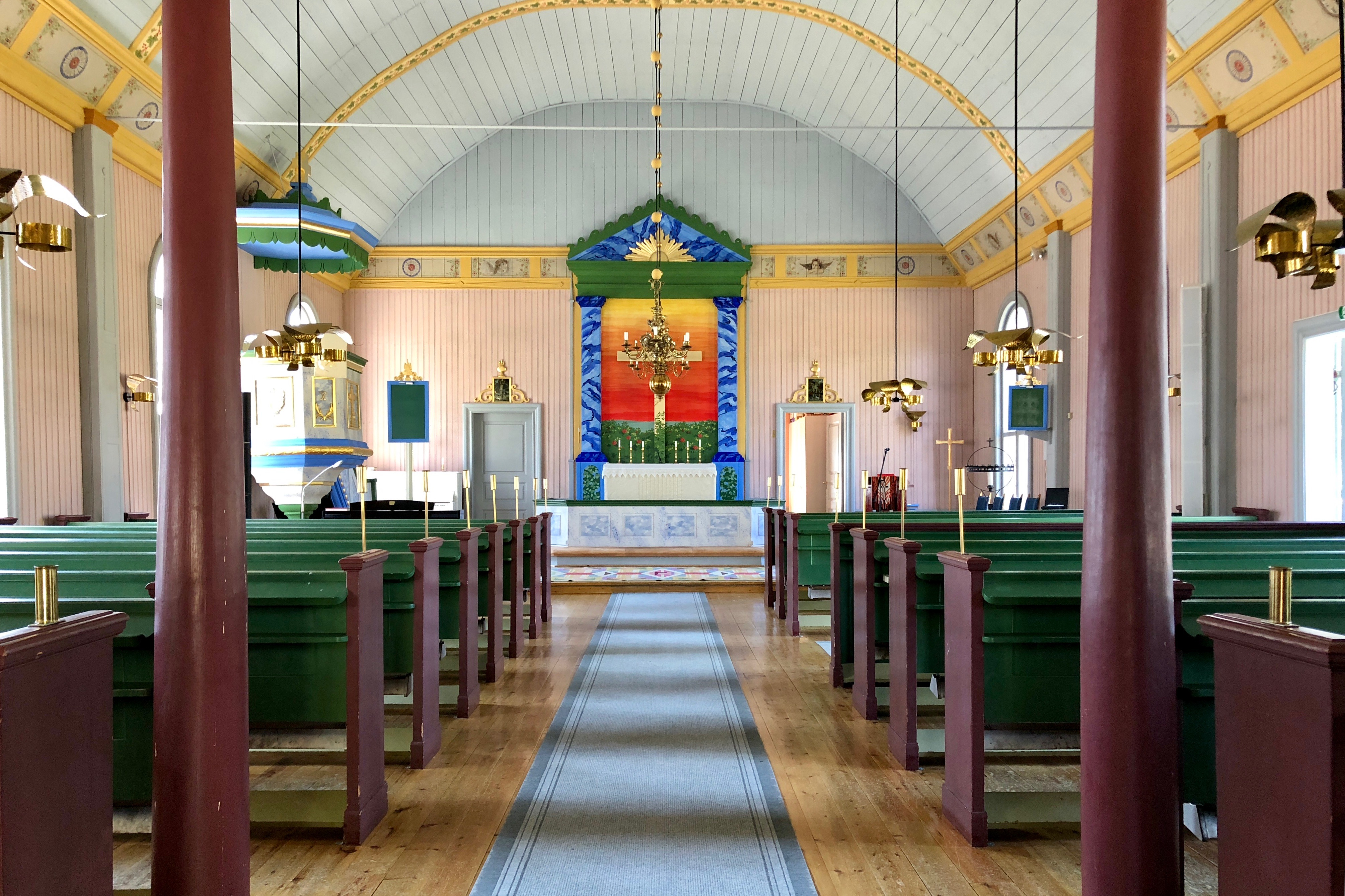
Interior da igreja